# Nennslingen
Nennslingen é um município da Alemanha, situado no distrito de Weißenburg-Gunzenhausen, no estado da Baviera. Tem 21,97 km² de área, e sua população em 2019 foi estimada em 1.396 habitantes.